# Babaroaga
Babaroagaⓘ – wieś w Rumunii, w okręgu Ardżesz, w gminie Mozăceni. W 2011 roku liczyła 705 mieszkańców.